# باولوس يانسن
باولوس يانسن هو مهندس مدني وسياسي هولندي، ولد في 2 مارس 1954. نشط حزبياً في الحزب الاشتراكي (1974 – 1974).

## مناصب
- انتخب member of the Provincial Executive of Utrecht ‏ (1995 – 2003).
- انتخب عضو المجلس المحلي [الإنجليزية]‏ أوترخت (2001 –  يناير 2008).
- انتخب municipal executive of Utrecht ‏ (2014 –  يونيو 2018).
- انتخب عضو مجلس نواب هولندا  [لغات أخرى]‏ (30 نوفمبر 2006 – 13 مايو 2014).